# Strokkur
Strokkur (islandès: Churn) és una font guèiser a l'àrea geotèrmica al costat del riu Hvítá, a Islàndia, a la part sud-oest del país, a l'est de Reykjavík. És un dels guèisers més famosos d'Islàndia, en erupció aproximadament cada 4-8 minuts a 15–20 m d'alçada, de vegades fins a 40 m d'altura.

## Ubicació
Strokkur és part de l'àrea geotèrmica d'Haukadalur, on es troben diverses altres característiques geotèrmiques: piscines de fang, fumaroles, dipòsits d'algues i altres guèisers al costat i al voltant d'aquesta, com Geysir.

## Erupció del Strokkur
Strokkur va ser esmentat per primera vegada el 1789, després d'un terratrèmol que va desbloquejar el conducte del guèiser. La seva activitat ha fluctuat durant el segle xix, el 1815 es va estimar la seva alçària fins a 60 metres, i va continuar en erupció fins a la volta del segle xx, quan un altre terratrèmol bloquejà el conducte de nou. El 1963, seguint el consell del Comitè de Geysir, els locals van netejar el conducte bloquejat a la part inferior de la conca, i el guèiser ha estat en erupció regularment des de llavors.
Strokkur i els seus voltants atrauen regularment els turistes a veure el guèiser, ja que és un dels pocs guèisers naturals que entren en erupció amb freqüència i de manera fiable.